# Union Niederrad
Der FC Union Niederrad 07 ist ein 1907 gegründeter Fußballverein aus dem Frankfurter Stadtteil Niederrad. Die Mannschaft war in den 1920er und 1930er Jahren zeitweise die drittstärkste Kraft im Frankfurter Fußball und gehörte zwischen 1934 und 1944 mehrere Jahre der höchsten deutschen Spielklasse, der Gauliga Südwest bzw. ab 1941 der Gauliga Hessen-Nassau, an. Nach der Neugründung 1945/46 spielte der FC Union noch einige Jahre in den oberen Amateurligen, rutschte aber in den 1970er Jahren in die unteren Klassen ab. Abgesehen von einem einjährigen Gastspiel in der hessischen Landesliga 1989/90 spielt der FC Union Niederrad seither in den Klassen des Fußballkreises Frankfurt.

## Geschichte

### Gründung und Anfangszeit
Der FC Union Niederrad wurde am 22. Juli 1907 gegründet. Zu diesem Zeitpunkt bestanden die ersten Fußballvereine aus anderen Frankfurter Stadtteilen schon mehrere Jahre und hatten in den ersten Meisterschaftsrunden des Süddeutschen Fußball-Verbands und des Frankfurter Association Bunds schon Wettkampferfahrung gesammelt. Daher konnte der FC Union in den ersten Jahren seines Bestehens mit den etablierten Kräften wie der Germania 1894, dem FSV, dem FC Viktoria und dem FFC Kickers – die beiden letztgenannten fusionierten 1911 zum FFV Kickers-Victoria, aus dem 1920 die Eintracht entstand – nicht mithalten.

### Erfolge ab den 1920er und 1930er Jahren
Dies änderte sich nach dem Ersten Weltkrieg, als sich Union zu einer der stärksten und populärsten Mannschaften der Region entwickelte. Zwar dominierten in den 1920er und 1930er Jahren zunächst der FSV und später immer häufiger die Eintracht das Fußballgeschehen in der Stadt. Nachdem die Niederräder, seit 1924/25 in der obersten Spielklasse, der Bezirksliga Main, vertreten, aber am Saisonende 1925/26 durch einen 6:3-Sieg (nach 0:3-Rückstand) über die Eintracht gerade noch dem Abstieg entgangen waren, folgte in den darauf folgenden Jahren eine sehr erfolgreiche Phase für Union. 1928 wurde der aus England stammende Trainer William Townley verpflichtet, der zuvor zahlreiche namhafte deutsche Vereine betreut und in den Vorkriegsjahren den Karlsruher FV (1910) und die SpVgg Fürth (1914) zur Meisterschaft geführt hatte. Der Verein konnte sich dessen Engagement zwar nur 15 Monate finanziell leisten, doch Townleys Arbeit trug auch über seine Amtszeit hinaus Früchte: Zwischen 1928 und 1933 belegte der FC Union am Rundenende stets Rang 4 oder 3 der Bezirksliga und qualifizierte sich 1929 sowie 1931 für die Endrunde um die Süddeutsche Meisterschaft.
Als 1933 die Gauligen als neue höchste Spielklassen eingeführt wurden, blieb Union Niederrad zunächst außen vor. In die Gauliga Südwest wurden nur zwei Frankfurter Vereine, der FSV und die Eintracht eingeteilt. Doch bereits im Jahr darauf setzte sich Union in der Bezirksklasse und der anschließenden Aufstiegsrunde durch und gehörte ab der Saison 1934/35 der obersten Spielklasse an. In der mit namhaften Vereinen wie Kickers Offenbach, 1. FC Kaiserslautern und Wormatia Worms besetzten Liga konnte sich Union nicht nur halten, sondern lag am Ende der ersten Spielzeit sogar einen Platz vor der großen Eintracht. Dass man den Frankfurter Konkurrenten aber auf lange Sicht nicht ernsthaft Paroli bieten konnte, lag in erster Linie am Geld: Während der FSV und die Eintracht dank ihrer Sponsoren Talente aus ganz Südhessen an den Main locken konnten, konnte man in Niederrad lediglich auf dem eigenen Nachwuchs aufbauen. Dennoch konnte sich Union lange Zeit in der Gauliga halten. Nach drei Jahren musste die Mannschaft als Tabellenneunter zwar das Oberhaus verlassen, kehrte aber zwei Jahre später, 1939, wieder in die Gauliga Südwest zurück und konnte sich auch in der 1941 eingeführten Gauliga Hessen-Nassau bis zur letzten ausgetragenen Spielzeit 1943/44 halten. 1944 bildete Union mit dem Frankfurter FV Sportfreunde 04 eine Kriegsspielgemeinschaft, ob 1944/45 aber überhaupt noch ein Spielbetrieb stattfand, ist nicht bekannt.

### Sportlicher Abstieg in der Nachkriegszeit
Nach Kriegsende und dem durch einen Beschluss des Alliierten Kontrollrats erfolgten Auflösung aller Vereine wurden auf Geheiß der Amerikanischen Militärverwaltung in Frankfurt zunächst nur „Sportgemeinschaften“ zugelassen, in denen alle ehemaligen Vereine eines Stadtteils zusammengefasst werden sollten. Daher gründete sich Union 1945 zunächst als SG Niederrad neu, kehrte aber im Jahr darauf, nachdem diese Regelung wieder fallen gelassen worden war, zum alten Vereinsnamen zurück.
Sportlich fand sich die Mannschaft nicht mehr in den obersten Ligen wieder. Die neue oberste Spielklasse, die Oberliga Süd umfasste nun den gesamten Süden, aus Frankfurt wurden wie schon bei der Einführung der Gauligen nur zwei Mannschaften eingeteilt, und die hießen wie damals Eintracht und FSV. In der zunächst zweitklassigen Landesliga bzw. ab 1950 drittklassigen Amateurliga konnte sich Union nicht durchsetzen und stieg 1959 erstmals in die 2. Amateurliga und damit in die Viertklassigkeit ab. Immerhin brachte der Verein in diesen Jahren mit Wolfgang Solz einen Jugendnationalspieler hervor, der später bei der Eintracht auf zahlreiche Oberligaeinsätze kam und im Messecup und bei zwei Einsätzen in der Nationalmannschaft sogar auf internationaler Ebene spielte. Union hingegen hatte immer mehr mit finanziellen Problemen zu kämpfen, die mit dem sportlichen Niedergang einhergingen. 1972 fand man sich erstmals in der A- und zwei Jahre später in B-Klasse wieder, gleichzeitig musste auch die inzwischen baufällige Haupttribüne abgerissen werden.
Nach der Rückkehr in die A-Klasse 1976 und in den 1980er Jahren schien es weiter aufwärtszugehen. 1984 übernahm der Ex-Profi Horst Trimhold das Training bei Union, und man verpasste den Aufstieg in die Bezirksliga zweimal nur knapp. Unter einem weiteren ehemaligen Bundesligaspieler, Walter Krause, gelang der Aufstieg schließlich und 1989 kehrte Union sogar für ein Jahr in die Landesliga zurück. Seither spielt Union in den Klassen des Fußballkreises Frankfurt.

## Spielstätte
Der FC Union Niederrad trägt seine Heimspiele auf dem Sportplatz Heinrich-Seliger-Straße, einem  Kunstrasenplatz, aus. Zu den Glanzzeiten des Vereins (1941) fasste das ehemalige Stadion Güntherstraße, so hieß die Straße früher, 12.000 Zuschauer. Die stattliche Haupttribüne verfiel jedoch in der Nachkriegszeit und wurde in den 1970er Jahren schließlich abgerissen.